# 小國伊太郎
小國 伊太郎（おぐに いたろう、1938年 - ）は、日本の農芸化学者。学位は農学博士（名古屋大学・1974年）。静岡県立大学名誉教授。「國」は常用漢字に含まれていないため、新字体を用いて小国 伊太郎（おぐに いたろう）と表記されることもある。
名古屋大学農学部助手、静岡県立大学短期大学部食物栄養学科教授、静岡県立大学食品栄養科学部教授、浜松大学健康プロデュース学部教授、浜松大学健康プロデュース学部健康栄養学科学科長（初代）、浜松大学総合研究所食品機能部門部門長などを歴任した。

## 来歴

### 生い立ち
1938年、兵庫県神戸市にて生まれた。姫路工業大学に進学し、工学部の応用化学科にて学んだ。1960年、姫路工業大学を卒業した。その後、名古屋大学の大学院に進学し、農学研究科にて学んだ。在学中に博士論文「Biosynthesis of terpenoids in diseased sweet patato」を執筆した。1974年、名古屋大学の大学院における博士課程を修了した。それに伴い、農学博士の学位が授与された。また、日本学術振興会の奨励研究員となった。

### 研究者として
母校である名古屋大学にて、農学部の助手に就任した。農学部においては、同じく助手である岩槻紀夫や大羽和子とともに、教授の瓜谷郁三や助教授の旭正が所属する研究室に属していた。
その後、静岡県立大学の短期大学部に転じた。短期大学部においては、食物栄養学科にて教授などを歴任した。さらに、静岡県立大学に転じ、食品栄養科学部の教授に就任した。なお、1990年からは、インドネシアの国立茶業研究所にて研究の指導も行っていた。2003年3月、静岡県立大学を定年退職した。これまでの功績により、同年4月に静岡県立大学から名誉教授の称号が贈られた。なお、定年退職後も、同年6月から2004年3月にかけて、静岡県立大学の産学官連携推進コーディネータを務めていた。
2004年4月、浜松大学に教授として転じた。浜松大学においては新学部設立準備委員会の委員となり、新たに発足する健康プロデュース学部の起ち上げに携わった。健康プロデュース学部の新設が認可されたことに伴い、翌年4月より健康プロデュース学部の教授に正式就任し、2009年3月まで務めた。健康プロデュース学部においては、主として健康栄養学科の講義を担当した。なお、2005年4月から2007年3月まで、健康栄養学科の初代学科長も兼務した。また、2008年1月から2010年3月にかけては、浜松大学に設置されている総合研究所にて食品機能部門の部門長を兼務した。2009年3月で健康プロデュース学部の教授を退任し、同年4月から翌年3月まで健康プロデュース学部の特任教授を務めた。なお、その間、2009年4月から2016年3月まで、静岡理工科大学にて総合技術研究所の客員教授を兼任した。

## 研究
専門は農芸化学である。1978年頃から、チャノキの葉に着目し、緑茶の抗癌性や発癌抑制作用に関する研究に取り組んだ。また、インドネシアの西ジャワ州バンドン市近郊にある国立茶業研究所においても、緑茶の効能について研究するとともに、現地職員らに対してチャノキの研究についての指導を行っていた。

## 略歴
- 1938年 - 兵庫県神戸市にて誕生。
- 1960年 - 姫路工業大学工学部卒業。
- 1971年 - 名古屋大学大学院農学研究科博士課程修了。
- 2003年 - 静岡県立大学退職。
- 2003年 - 静岡県立大学名誉教授。
- 2003年 - 静岡県立大学産学官連携推進コーディネータ。
- 2004年 - 浜松大学教授。
- 2004年 - 浜松大学新学部設立準備委員会委員。
- 2005年 - 浜松大学健康プロデュース学部教授。
- 2005年 - 浜松大学健康プロデュース学部健康栄養学科学科長。
- 2008年 - 浜松大学総合研究所食品機能部門部門長。
- 2009年 - 浜松大学健康プロデュース学部特任教授。
- 2009年 - 静岡理工科大学総合技術研究所客員教授。

## 著作

### 共著
- 小国伊太郎・原征彦著『お茶はこんなに効く――ガン・成人病予防のために』中日新聞本社、1990年。ISBN 480620224X
- 大谷陽子編著『家政学実習』3訂版、建帛社、1990年。ISBN 4767935113
- 大谷陽子編著『家政学実習』3訂版、建帛社、1997年。ISBN 4767935342
- 静岡新聞社編『Life――いのちを脅かすもの――静岡県立大学公開講座』静岡新聞社、2003年。ISBN 478380320X

### 編纂
- 小国伊太郎編著『元気がほしい人はお茶を食べなさい――ガン・高血圧から虫歯退治まで、この食べ方・飲み方で毎日チャチャチャ』ごま書房、1992年。ISBN 434101532X
- 小国伊太郎・徳永睦子編『お茶――おいしいクスリ飲んで食べて料理してあっと驚く薬効性』保健同人社、1994年。ISBN 483271435X
- 小国伊太郎編著『お茶は最高の健康食――ガン・動脈硬化・高血圧…ますます注目される緑茶の効く食べ方・飲み方』ごま書房、1995年。ISBN 4341080857
- 松岡明子・大谷陽子編著『家政学実習』4訂版、建帛社、2000年。ISBN 476793558X
- 小國伊太郎編著『緑茶革命――お茶博士の“緑茶のすすめ”決定版――カテキン・パワーで生活習慣病を克服!』女子栄養大学出版部、2001年。ISBN 4789553493
- 村松敬一郎ほか編『茶の機能――生体機能の新たな可能性』学会出版センター、2002年。ISBN 4762229911

### 監修
- 小國伊太郎総監修『図解雑学心と体に効くお茶の科学』ナツメ社、2004年。ISBN 4816337512
- 春日一枝著、小國伊太郎監修『食べるお茶の本』2巻、大空出版、2007年。ISBN 9784903175065

### 註釈
1. ↑  姫路工業大学は、のちに兵庫県立大学の源流の一つとなった。
2. ↑  浜松大学は、のちに常葉大学の源流の一つとなった。

## 関連人物
- 徳永睦子
- 中村順行